# Réveillez-vous !
Réveillez-vous ! (Awake! en anglais) est un magazine édité par les Témoins de Jéhovah, traitant de sujets généraux sous l'angle du message biblique tel que compris par eux. Il est généralement associé à La Tour de garde (The Watchtower en anglais).

## Historique
Ce périodique est fondé sous le nom L'Âge d'Or le 1er octobre 1919 par Joseph Franklin Rutherford, alors président de la société Watchtower. Dès son apparition, il est bimensuel.
Ce périodique a reçu plusieurs noms au cours de son existence :
- L'Âge d'Or (à partir du 1er octobre 1919)
- Consolation (à partir du 6 octobre 1937)
- Réveillez-vous! (à partir du 22 août 1946)

L'Age d'Or du 20 octobre 1926 (en anglais) prédit en se basant sur Mathieu chapitre 24 que la génération qui était en vie en 1914 ne passerait pas avant qu'Harmaguédon ne survienne. Ainsi, jusqu'en 1995, la revue Réveillez-vous ! revendique comme but : « Par-dessus tout, ce périodique donne de solides raisons de croire que le Créateur réalisera ses promesses en instaurant, avant la fin de la génération qui a vu les événements de 1914, un nouveau système de choses où règneront la paix et la sécurité véritables ». Cette mention n'est changée qu'à partir du numéro du 22 octobre 1995 sous une forme plus vague : « Par-dessus tout, ce périodique donne de solides raisons de croire que le Créateur réalisera ses promesses en instaurant très bientôt un monde nouveau de paix et de sécurité qui remplacera l'actuel système de choses méchant et sans loi ».

## Objectif
Depuis le numéro du 22 octobre 1995, l'objectif inscrit dans le périodique est le suivant : « ce périodique s’adresse à chaque membre de la famille. Il montre comment faire face aux problèmes de notre époque. Il informe, parle des usages propres à divers peuples et traite de sujets religieux et scientifiques. Mais il ne s’en tient pas là. Il va au fond des choses et dégage le sens réel des événements, tout en gardant sa neutralité politique et son impartialité raciale. Par-dessus tout, Réveillez-vous ! donne de solides raisons de croire que le Créateur réalisera ses promesses en instaurant très bientôt un monde nouveau de paix et de sécurité qui remplacera l’actuel système de choses méchant et sans loi. »

## Contenu
Depuis janvier 2013, le magazine comporte seize pages (contre 32 précédemment). La date inscrite sur la revue ne correspond pas à la date d'impression, mais à la date de diffusion.
- Trois articles (en moyenne) développant le thème évoqué en couverture.
- Une biographie d'un ou d'une Témoin de Jéhovah.
- Plusieurs articles sans orientation biblique sur des thèmes divers et variés tel que la faune, la flore, l'histoire ou les us et coutumes des peuples de par le monde.
- Diverses rubriques aux noms évocateurs dont la fréquence de parution varie selon les rubriques (la fréquence est exprimée entre parenthèses) :
  - « D'après la Bible » (toujours)
  - « Les jeunes s'interrogent » (toujours)
  - « Hasard ou conception ? » (2/3)
  - « Nos lecteurs nous écrivent » (1/6)
- Une rubrique « Coup d'œil sur le monde » citant une sélection d'articles issus de la presse internationale.
- Sous forme de questions, la rubrique « Apprenons en famille » présente une histoire et un personnage bibliques et propose de réviser les articles du magazine.
- En dernière page, un court article invitant à assister à une réunion annuelle ou bien à solliciter le livre ou la brochure mentionné dans l'article. Y figure également l'adresse du bureau de filiale du pays et l'adresse du site officiel de la Société Watchtower.

## Diffusion
Autrefois bimensuel, il est mensuel depuis son édition de janvier 2006 dans la majorité des langues, certaines d'entre elles restant trimestrielles. Il est également disponible sous forme de cassettes, de disques compact audio, de CD-ROM MP3, de version audio aux formats MP3 et ACC sur le site des Témoins ainsi qu'en podcast.